# Paul Barton
Paul Barton (5 juin 1919 - 31 mai 1991), de son vrai nom Jiří Veltruský, est un historien socialiste tchécoslovaque.

## Biographie
Pendant la Seconde Guerre mondiale, Paul Barton milite au sein d'un syndicat clandestin, et participe en mai 1945 à l'insurrection qui libère Prague. Il adhère ensuite au Parti socialiste tchécoslovaque.
Après le Coup de Prague en 1948, son anti-stalinisme le contraint à l'exil, en Autriche, puis à Paris.
Il écrit dans différentes revues, dont La Révolution prolétarienne, Preuves, et Le Contrat social. 
Il est également actif au sein de la Confédération internationale des syndicats libres. 